# Ultimate Daredevil and Elektra
Ultimate Daredevil and Elektra (рус. Современные Сорвиголова и Электра) — ограниченная серия комиксов компании Marvel Comics, состоящая из четырёх выпусков. Её сценаристом выступил Грег Ракэ, а художником — Сальвадор Ларрока. В этой серии 2002 года были введены Ultimate-версии персонажей Marvel, Сорвиголовы и Электры. Продолжение серии Ultimate Elektra было выпущено в августе 2004 года.

## Сюжет
В этой истории, Мэтт Мёрдок и Электра Начиос являются студентами Колумбийского университета, где между молодыми людьми завязались романтические отношения. Мёрдок слепой и изучает право. В течение сюжета, Электра и её соседки по комнате подвергаются преследованию со стороны богатого юноши, Трея Лангстрома, до тех пор, пока Электра, будучи мастером боевых искусств, не даёт ему отпор. В отместку, Трей нанимает головорезов, которые уничтожают химчистку её отца, а вместе с тем и его бизнес. Мэтт также владеет боевыми искусствами и обладает сверхчеловеческими чувствами (компенсирующими утрату зрения). Он проводит самостоятельное расследование и выводит наёмников на чистую воду. Тем не менее, ему не удаётся убедить Электру отказаться от её мести. В то время как он раскрывает ей свою идентичность, Электра вынуждает его выбирать между любовью и долгом. Он выбирает второе, что приводит к расставанию пары. 

## Персонажи
- Электра Начиос — главная героиня. Мать Электры умерла от рака, когда та была ещё ребёнком. Заботу и воспитание Электры взял на себя её отец. С шести лет Электра изучала боевые искусства, что позволило ей постоять за себя во время обучения в Колумбийском университете. Она ещё не является наёмной убийцей, но в ней уже начинает проявляться жестокость.
- Мэтт Мёрдок — студент юридического факультета Колумбийского университета и парень Электры. Ослепнув в результате несчастного случая, он получил суперспособности.
- Келвин "Трей" Ленгстром III — студент Колумбийского университета и главный антагонист. Из-за богатства и высокого положения своего отца считает, что ему всё позволено.
- Фиби Маккалистер — соседка Электры и её близкая подруга. Люби блюз, а от Электры переняла интерес к боевым искусствам.
- Мелисса Бекерман — подруга Электры. После знакомства с ней стала обучаться боевым искусствам. Была избита Треем, но со временем смогла защитить себя.
- Фогги Нельсон — студент юридического факультета Колумбийского университета и лучший друг Мэтта Мёрдока.
- Стоун — учитель боевых искусств Электры, которая также обучила Фиби и Мелиссу.
- Димитриес Начиос — отец Электры и владелец химчистки в Квинсе.

## Приём
Первый выпуск Ultimate Daredevil and Elektra занял 13 место с объёмом продаж, перевалившим за 77,050. Ultimate Daredevil and Elektra #2 занял 13 место в топе 300 комиксов за декабрь 2002 года с объёмом продаж в 67,761, в то время как #3 опустился на 14 место с объёмом продаж до 66,360. Последний выпуск занял 12 место в январе 2003 года, а число проданных копий составило 66,107.

## Коллекционные издания
Серия была выпущена в мягкой обложке:
- Ultimate Daredevil and Elektra (Февраль 2003, ISBN 978-0-7851-1076-7)